# خورشید (کارت تاروت)

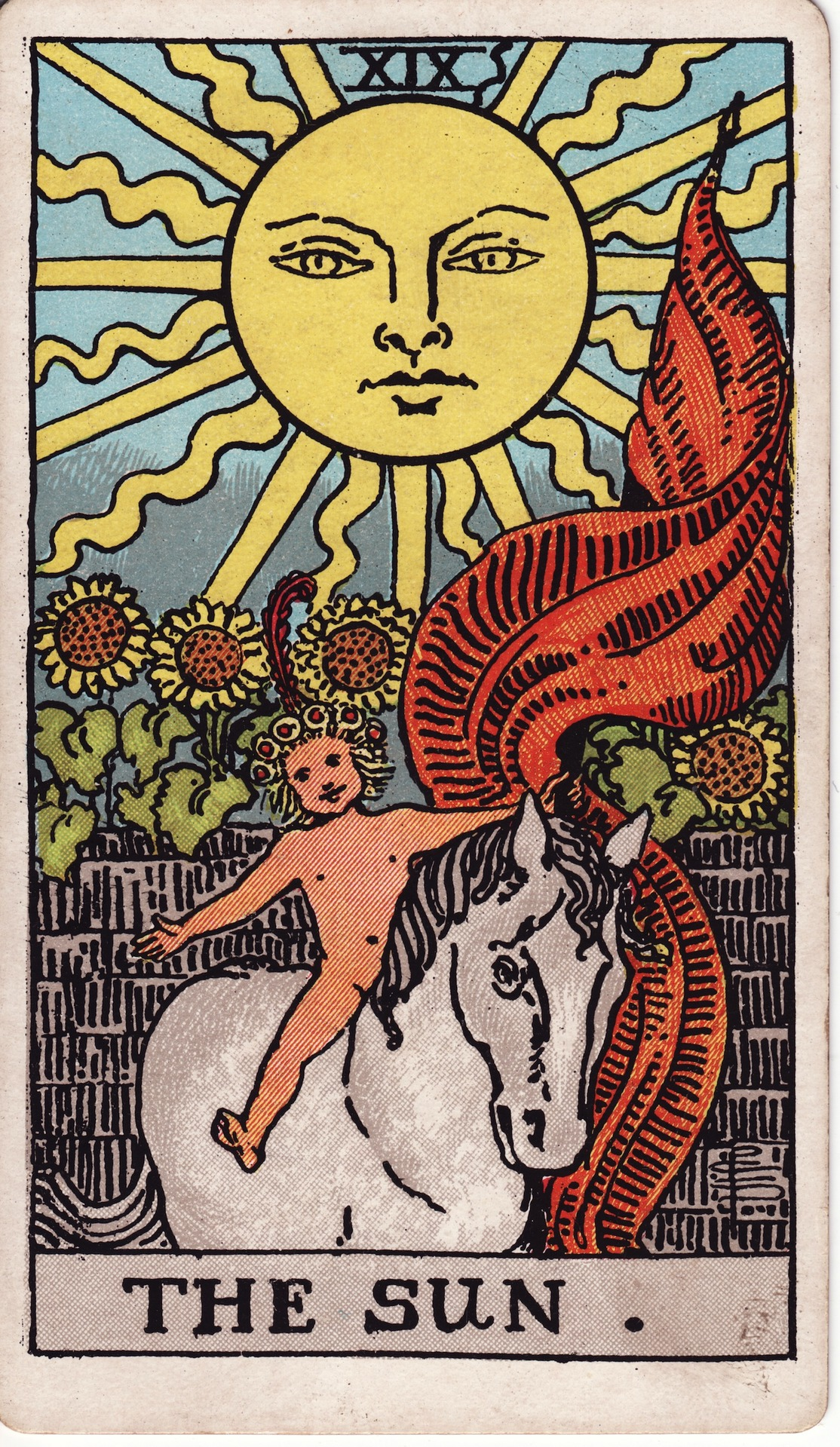
خورشید (XIX) از دسته کارت‌های تاروت رایدر-وایت

خورشید(XIX) نوزدهمین برگ برنده در دسته کارت‌های تاروت کبیر در اکثر دسته‌های سنتی تاروت است. این کارت در بازی و همچنین در پیشگویی و فال‌گیری استفاده می‌شود.

## شرح
نوزادی سوار بر اسب سفید در زیر خورشید انسان‌سازی شده (به شکل انسان طراحی شده) است و همراه با گل‌های آفتابگردان در پس‌زمینه

### نمادگرایی در دک رایدر-وایت
ای. وایت پیشنهاد کرد که این کارت با دانش به دست آمده همراه است. فرزند زندگی پرچمی قرمز در دست دارد که نمایانگر خون تجدید است و در حالی که خورشید خندان بر او می‌تابد که نشان دهنده موفقیت است. ذهن خودآگاه بر ترس‌ها و توهمات ناخودآگاه غالب است. بی گناهی مجدد کشف می‌گردد و امید به آینده را به ارمغان می‌آورد.

## تفسیر
این کارت در پیشگویی به‌طور کلی مثبت در نظر گرفته می‌شود. این کارت بیانگر شادی و رضایت، سرزندگی، اعتماد به نفس و موفقیت است. در بعضی موراد، به عنوان بهترین و مثبت‌ترین کارت در تاروت از آن یاد می‌شود و نشان دهنده چیزهای خوب و نتایج مثبت در مبارزات فعلی است.

وایت پیشنهاد می‌کند که کارت تداعی کنندهٔ چندین پیشگویی است: 
19. خورشید. - خوشبختی مادی، ازدواج موفق، رضایت، اعتماد به نفس، سرزندگی و موفقیت.

معکوس این کارت: همان معنا اما در ابعادی کوچکتر.

## کتابشناسی - فهرست کتب
- Wood, Juliette (1998). "The Celtic Tarot and the Secret Tradition: A Study in Modern Legend Making". Folklore. 109: 15–24. doi:10.1080/0015587x.1998.9715957.